# Alpine A106
Der Alpine A106 war ein von Jean Rédélé als Rallyewagen konstruierter Sportwagen, den Alpine in der Zeit von 1954 bis 1963 baute. Er war das erste von Jean Rédélé entwickelte Fahrzeug, das in Serie ging. Die Autos wurden in Einzelanfertigung von Hand gebaut und konnten Kundenwünschen angepasst werden. Die ursprüngliche Version des A106 (auch Alpine A106 Coach bzw. Alpine A106 Mille Miles) wurde ab 1957 durch eine Cabrioversion ergänzt.

## Geschichte
Der Alpine A106 war eine Weiterentwicklung der drei Prototypen, die Jean Rédélé zwischen 1952 und 1954 entwickelt hatte. Der zweite Prototyp wurde 1954 auf der New Yorker Autoshow gezeigt und sollte ursprünglich als „The Marquis“ in den USA hergestellt und verkauft werden. Das Marquis-Projekt wurde nicht verwirklicht, sodass der Prototyp Nr. 2 ein Einzelstück blieb. Nach dem Rückschlag in den USA unterstützten Charles Escoffier, Jean Rédélés Schwiegervater, und dessen Sohn die Idee, einen eigenen Sportwagen in Serie zu bauen. Jean Rédélé wandte sich an die Gebrüder Chappe aus Saint-Maur, die bereits Erfahrung mit Kunststoffkarosserien hatten und schon mit René Bonnet zusammenarbeiteten. Zusammen entwickelten sie die für die damalige Zeit extrem moderne Kunststoffkarosserie des Alpine A106 Coach, um Gewicht zu sparen, was für den Renneinsatz des Fahrzeugs wichtig war. Die ersten Alpine A106 Coach entstanden in der Pariser Werkstatt von Charles Escoffier. Jean Rédélé griff bei der Entwicklung dieses Fahrzeug auf Bauteile aus der Renault-Großserie zurück. Kontakte zu Renault bestanden durch die Renault-Vertretung, die Jean Rédélé von seinem Vater übernommen hatte. 1955, noch vor der Gründung der Sportwagenmarke Alpine, stellte er im Renault-Stammwerk in Billancourt dem Renault-Konzern und der Öffentlichkeit drei serienreife Alpine A106 Coach vor. Die Fahrzeuge waren in den französischen Nationalfarben Blau, Weiß und Rot lackiert. Sie erhielten den Namen „Alpine A106 Mille Miles“. Jean Rédélé verschenkte die drei Fahrzeuge an Renault.

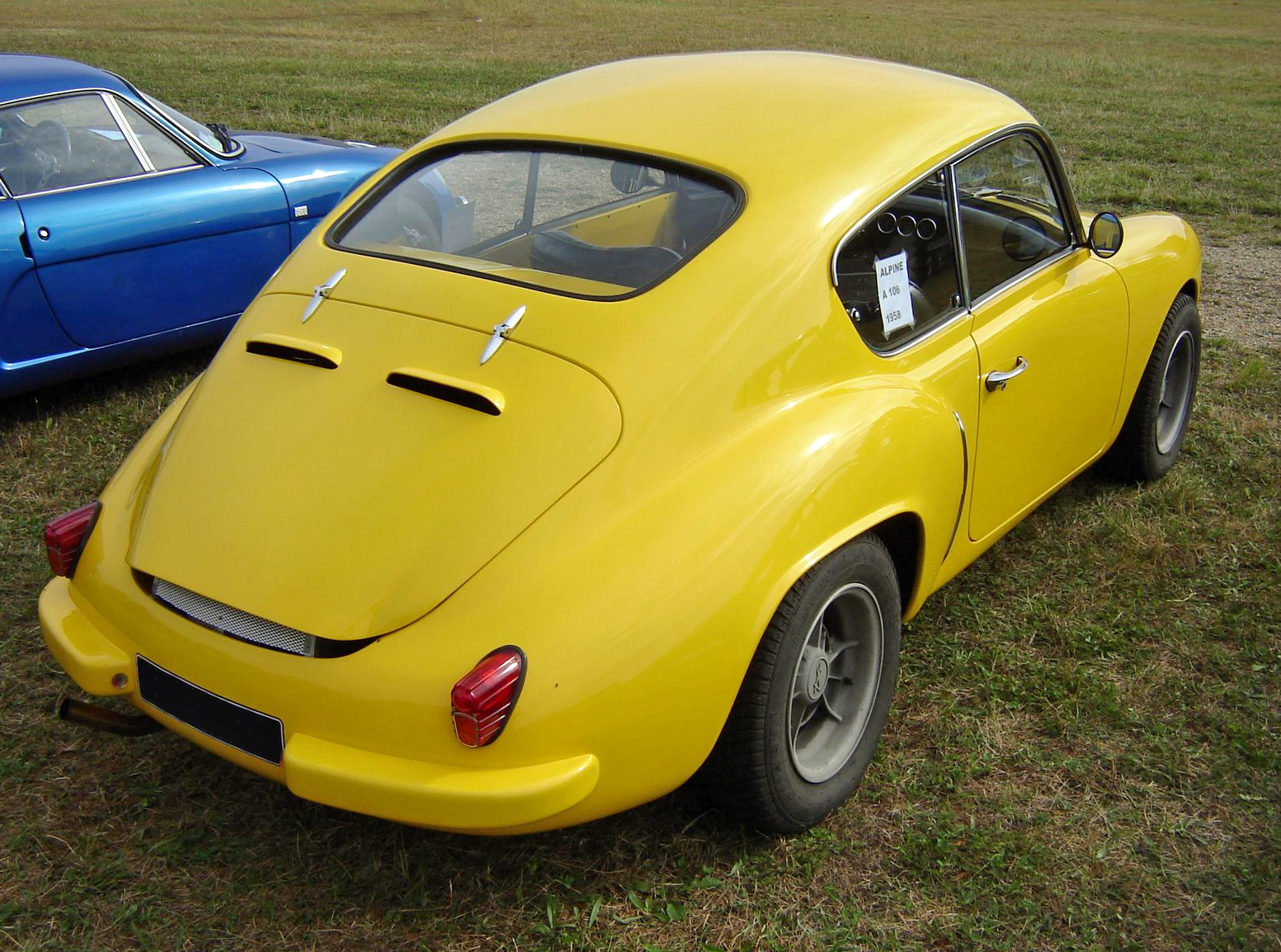
Heckansicht Alpine A106 Coach

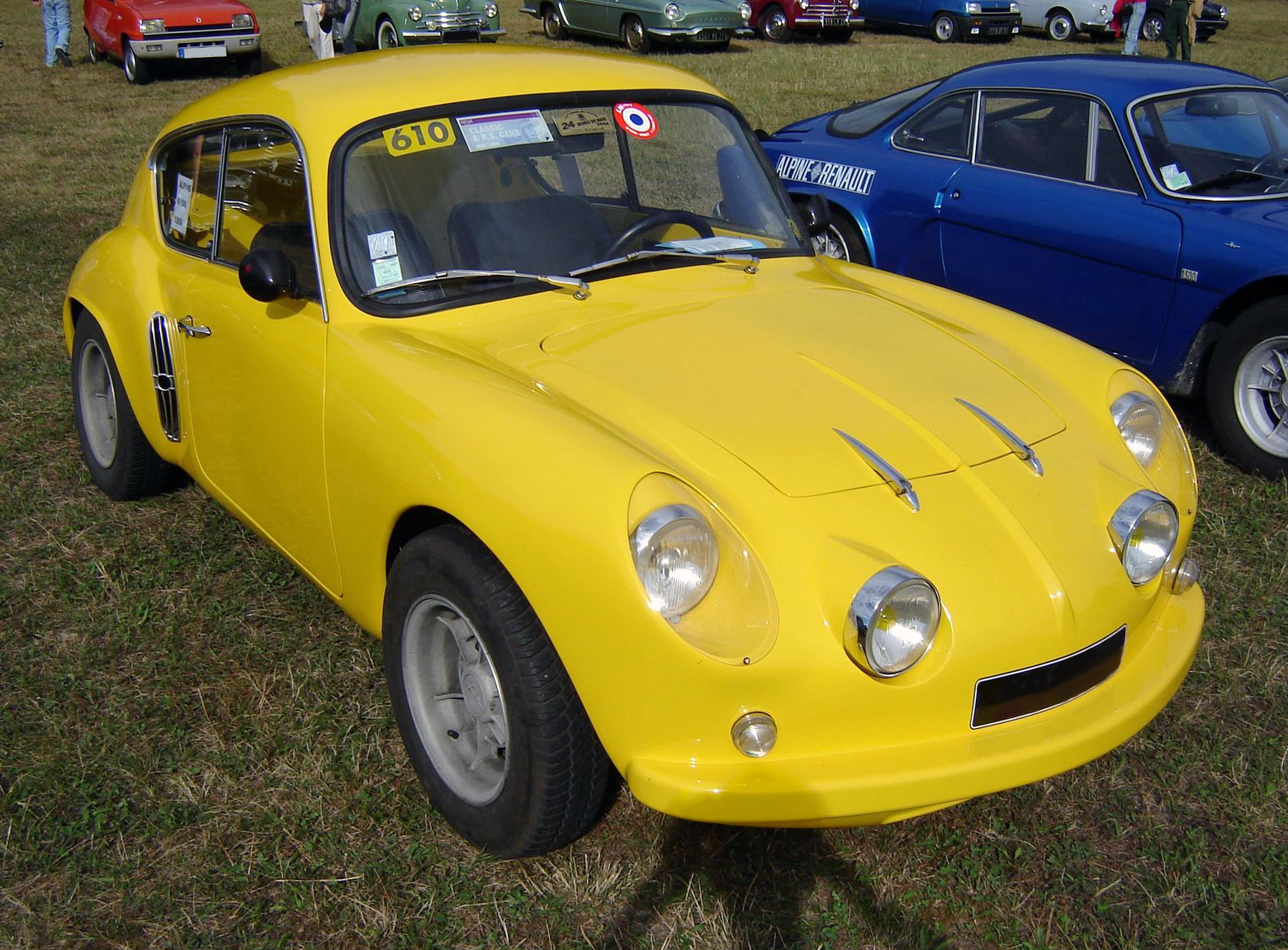
Alpine A106 Coach von 1958 mit nachträglich veränderter Front

Im gleichen Jahr (1955) gründete Jean Rédélé die „Société des Automobiles Alpine“ in Dieppe (Frankreich) – die Geburtsstunde der Sportwagenmarke Alpine – und stellte daraufhin den A106 Coach unter seinem neuen Markennamen auf dem Automobilsalon in Paris vor. Die Vermarktung der Fahrzeuge lief über die Rue de Forest (11, 13, 18) in Paris, d. h. die Pariser-Werkstatt seines Schwiegervaters, Charles Escoffier, der ihn weiterhin bei allem unterstützte. Bis 1960 wurden 251 Fahrzeuge in Handarbeit zusammengebaut. 40 weitere stellte Gillet Herstal in Herstal bei Lüttich als Lizenzbau her.
Der Alpine A106 war ein Coupé auf der Plattform des 4CV. Motor, Chassis und Teile der Innenausstattung wurden übernommen. Als Windschutzscheibe wurde bis 1956 die Heckscheibe vom Renault Frégate verwendet. Den Bau der Karosserie übernahmen Chappe et Gessalin, die schon an der Entwicklung der Karosserie beteiligt waren. Ab 1957 erhielt der A106 den Motor des Renault Dauphine.
Der Alpine A106 Coach wurde erfolgreich im Motorsport eingesetzt. 1956 holte Maurice Michy einen Klassensieg bei der Mille Miglia. Jean Rédélé selbst fuhr ebenfalls Rennen mit dem A106 Coach. Denn dafür hatte er sein Fahrzeug entwickelt. Er wollte einen kleinen, leichten, schnellen, wendigen Sportwagen mit Heckmotor bauen, der der Konkurrenz davonfuhr. Endgültig gelang ihm dies als Konstrukteur mit dem Alpine A110, der ab 1970 nahezu unschlagbar im Rallyesport wurde und durch Europameister- und Weltmeistertitel auch internationale Bekanntheit erlangte.
1956 wurde auf dem Automobilsalon in Paris ein Alpine-A106-Cabrio mit einer Kunststoffkarosserie von Chappe et Gessalin vorgestellt. Der Wagen hatte Heckflossen und einen breiten, schmalen Kühlergrill. Dieses Fahrzeug blieb ein Einzelstück.
Ein Jahr später, im Jahr 1957, erschien wieder ein Alpine A106 Cabrio. Das Design dieses Fahrzeugs stammte von Giovanni Michelotti. Der Wagen wurde in Kleinserie hergestellt. Die Übergänge zum Nachfolger A108-Cabrio, das ab 1958 erhältlich war, sind bei diesem Modell fließend. A106 und A108 wurden einige Zeit parallel weiter gebaut. Die Fahrzeuge unterschieden sich optisch nur in Details und wurden je nach Ausstattungsvariante entweder als A106 oder als A108 beschrieben. Da die Fahrzeuge nach Kundenwunsch individuell hergestellt wurden, variierte die Ausstattung mit dem Wunsch des Kunden, was die Zuordnung erschwert.

## Motor
Für den Alpine A106 standen zwei Vierzylindermotoren zur Wahl. Der eine Motor stammte aus dem 4 CV, hatte einen Hubraum von 747 cm³ und eine Leistung von 15 kW (21 PS) bei 4100/min oder wahlweise 30 kW (42 PS) bei 6200/min.
Der andere Motor war ein von Marc Mignotet bearbeiteter 4-CV-Motor mit einem Hubraum von 904 cm³ und einer Leistung von 43 kW (59 PS) bei 6250/min.
Ab 1957 erhielt der A106 den Motor des Renault Dauphine.